# ズンメラウ線
ズンメラウ線（ドイツ語: Summerauer Bahn）は、オーストリア国鉄の鉄道線の名称である。路線番号は141。

## 歴史
1827年にリンツ - ブドヴァイス区間は帝国特認第一鉄道（k.k. privilegierte Erste Eisenbahn-Gesellschaft）によって、馬車鉄道として開業された。1854年に第一鉄道は蒸気機関車向けの鉄道を導入して、リンツとグムンデンの間に試運転を実行した。線路の激しい破損も関わらず、多大な経済性のため蒸気機関鉄道への転換が決定された。また既存のリンツとブドヴァイスの間の線形と勾配は、蒸気機関車運行に転換するのは不適切だと判明した。その考えでリンツ - ブドヴァイス区間で、一旦馬車鉄道を続いて運営するのが決定された。一方、第一鉄道は1857年6月に解散して、皇后エリーザベト鉄道（k.k. privilegierte Kaiserin-Elisabeth-Bahn, KEB）は馬車鉄道を引き受けた。
KEBがウィーン - リンツ区間を開通した後に、聖ヴァレンティン - ブドヴァイス区間の建設許可を得ようと尽力した。1869年5月23日に制定された法律はリンツ - ブドヴァイス馬車鉄道を蒸気機関車向けの鉄道に転換することを規律した。建設許可はKEBに、リンツ分岐路線を建設する条件で与えられた。皇太子ルドルフ鉄道との連絡のために、聖ヴァレンティン駅が終着駅として採択された。
線路の改軌および移設工事は1869年8月18日に開始された。工事過程では路盤の継続的な土滑りや切れ目などが発生して、その上工事は自然災害のため遅延された。1872年11月6日に聖ヴァレンティン - ズンメラウ区間が蒸気機関車両向けの鉄道として開業された。同年12月2日に旅客列車が聖ヴァレンティン - フライシュタット区間で最初に走行した。1873年12月20日にリンツ - ガイスバッハ区間が開通された。
1938年ドイツのオーストリア合併以降、オーストリア区間はドイツ国営鉄道のリンツ管理局により管理されて、1945年5月以降オーストリア鉄道所属に復帰した。冷戦時代にこの路線は重要性を相当に失った。1956年4月5日にマウトハウゼン - ガイスバッハ＝ヴァルトブルク区間は廃止されて、線路撤去の一環として同年8月30日にリート＝ツィルキング高架橋が爆破・解体された。
1989年チェコスロバキアのビロード革命以降に両国間の列車運行の頻度は増加した。
2016年12月に上オーストリアSバーンのS3系統がリンツ - プレーガルテン区間に導入された。

## 運行形態

### 特急「ユーロシティ(EC)」
- (チューリヒ - ) リンツ - ズンメラウ - プラハ
一日4往復の運行。ズンメラウ以北はチェコ国鉄196号線に直通する。うち1往復がチューリヒ発着で、リンツ以西101号線に直通する。
過去の運行形態
2016年以前は、普通列車として運行し、各駅に停車していた。
2016年末に快速に格上げされた。停車駅は現在と同じで、さらにフランク通りにも停車していた。また、1往復がチューリヒに直通する様になった。
2019年末に、3.5往復が特急「インターシティ(IC)」に、北行片道1本が特急「シュネルツーク(D)」に格上げされた。シュネルツークは、チェコ国内に普通列車として直通していた。
2020年末に、ユーロシティ(EC)に種別変更された。

### 快速「レギオナルエクスプレス(REX)」
- ズンメラウ → リンツ　【平日運行】
一日あたり、片道1本のみの運行。
過去の運行形態
2016年以前は、一日4.5往復運行していた。また、現在とは違い、ほぼ各駅に停車していた。
2016年末に、快速の大部分がチェコ直通列車にとって代わり、これらの快速も2019年末に特急格上げとなったことで、オーストリア国内のみを運行する片道1本のみが快速として残る形となった。現在とほぼ同様の停車駅だが、ザンクトゲオルゲン駅にも停車していた。
2024年度より、ザンクトゲオルゲン駅通過となった。

### 普通
- S3系統：　リンツ - ズンメラウ - ブヂェヨヴィツェ
4時間に1本の運行で、これにリンツ～プレーガーテンの区間運行が加わり、概ね1時間に1本の運行となる。ズンメラウ以北はチェコ国鉄196号線に直通する。また、プレーガーテン以南はＳバーン(S3)として、プレーガーテン以北はレギオナルツーク(R)として運行される。リンツで、ウィーン方面・ザルツブルク方面の特急と接続する。
2016年以前は、プレーガーテン以北で2時間に1本運行しており、チェコ国内で特急リフリーク(R)としてプラハまで直通する列車も4時間に1本運行していた。

- S3系統：　キルヒドルフ → リンツ → フランク通り　【平日運行】
一日1本の運行。リンツ以南は140号線から直通する。
2021年3月に運行を開始した。当初はS4系統であったが、2023年度よりS3系統となった。

## 駅一覧
以下では、オーストリア国鉄141号線の駅と営業キロ、停車列車、接続路線などを一覧表で示す。
- 種別
  - EC：特急「ユーロシティ」
  - REX：快速
  - R：普通
- 停車駅
  - ■印：全列車停車
  - ●印：大部分停車、一部通過
  - ○印：大部分通過、一部停車
  - ｜印：全列車通過

| 路線名 | 駅名                                             | 駅間営業キロ | 累計営業キロ   | 累計営業キロ            | EC | REX | R/S | 接続路線                                                                                            | 所在地                   | 所在地             |
| ------ | ------------------------------------------------ | ------------ | -------------- | ----------------------- | -- | --- | --- | --------------------------------------------------------------------------------------------------- | ------------------------ | ------------------ |
| 141    | リンツ本駅                                       | -            | リンツから 0.0 |                         | ■  | ■   | ■   | 100号線（ウィーン方面） 101号線（ニュルンベルク方面、ザルツブルク方面） 140号線（キルヒドルフ方面） | オーバーエスターライヒ州 | リンツ市           |
| 141    | リンツ・フランク通り駅                           | 3.3          | 3.3            |                         | ｜ | ■   | ■   | | オーバーエスターライヒ州 | リンツ市           |
| 141    | シュタイレク駅                                   | 3.0          | 6.3            |                         | ｜ | ｜  | ■   | | オーバーエスターライヒ州 | ウアファー郊外郡   |
| 141    | プルガーン駅                                     | 2.5          | 8.8            |                         | ｜ | ｜  | ■   | | オーバーエスターライヒ州 | ウアファー郊外郡   |
| 141    | ザンクト・ゲオルゲン・アン・デア・グーゼン駅     | 5.3          | 14.1           |                         | ｜ | ｜  | ■   | | オーバーエスターライヒ州 | ペルク郡           |
| 141    | ザンクト・ゲオルゲン・アン・デア・グーゼン停留所 | 1.0          | 15.1           |                         | ｜ | ■   | ■   | | オーバーエスターライヒ州 | ペルク郡           |
| 141    | ルンギッツ駅                                     | 3.8          | 18.9           |                         | ｜ | ■   | ■   | | オーバーエスターライヒ州 | ペルク郡           |
| 141    | カツドルフ駅                                     | 3.2          | 22.1           |                         | ｜ | ｜  | ■   | | オーバーエスターライヒ州 | ペルク郡           |
| 141    | ガイスバッハ・ヴァートベルク駅                   | 4.7          | 26.8           | ファレンティンから 20.2 | ｜ | ｜  | ■   | | オーバーエスターライヒ州 | フライシュタット郡 |
| 141    | ハウス城駅                                       | 2.3          | 29.1           | 22.5                    | ｜ | ｜  | ■   | | オーバーエスターライヒ州 | フライシュタット郡 |
| 141    | プレーガーテン駅                                 | 3.4          | 32.5           | 25.9                    | ■  | ■   | ■   | | オーバーエスターライヒ州 | フライシュタット郡 |
| 141    | ケーファーマルクト駅                             | 10.9         | 43.4           | 36.8                    | ■  | ■   | ■   | | オーバーエスターライヒ州 | フライシュタット郡 |
| 141    | ラスベルク・ザンクト・オスヴァルト駅             | 3.0          | 46.4           | 39.8                    | ○  | ■   | ■   | | オーバーエスターライヒ州 | フライシュタット郡 |
| 141    | フライシュタット駅                               | 6.7          | 53.1           | 46.5                    | ■  | ■   | ■   | | オーバーエスターライヒ州 | フライシュタット郡 |
| 141    | ズンメラウ駅                                     | 9.4          | 62.5           | 55.9                    | ■  | ■   | ■   | チェコ鉄道 196号線（プラハ方面）                                                                    | オーバーエスターライヒ州 | フライシュタット郡 |